# Деханов, Александр Сергеевич
Александр Сергеевич Деханов (род. 26 июля 1964 года) — заслуженный мастер спорта России, заслуженный тренер России (пауэрлифтинг).

## Карьера
В 1994 году Александр становится бронзовым призёром чемпионата России по жиму лёжа с результатом 202,5 кг в категории до 90 кг. На чемпионате мира 1994 года Деханов остановился в шаге от пьедестала.
В 1995 году он становится чемпионом России и бронзовым призёром чемпионата Европы. Чемпионат мира снова проходит не очень удачно — 5 место.
1996 год приносит золото чемпионата России, серебро чемпионата Европы и серебро чемпионата мира.
В 1997 году А. С. Деханов становится чемпионом России и вице-чемпионом Европы.
Последний год активной спортивной карьеры (1998) приносит Александру золото чемпионатов России и Европы.

## Тренерская карьера
С 1997 года на тренерской работе в Иркутске.

### Воспитанники
- Данилов, Константин Валерьевич
- Лебедко, Константин Сергеевич
- Гайшинец, Сергей Викторович
- Теслева, Светлана Викторовна
- Петроченко, Виталий Владимирович